# F/X (serial telewizyjny)
F/X (ang. F/X: The Series, 1996–1998) – amerykański serial science fiction wyprodukowany przez Rysher Entertainment i Fireworks Entertainment Inc.
Światowa premiera serialu miała miejsce 9 września 1996 roku na kanale CBS. Ostatni odcinek został wyemitowany 25 maja 1998 roku. W Polsce serial nadawany był dawniej w telewizji Polsat.

## Obsada
- Cameron Daddo jako Rolland "Rollie" Tyler
- Christina Cox jako Angie Ramirez
- Richard Waugh jako Marvin Van Duran
- Jason Blicker jako Francis Gatti
- Kevin Dobson jako Leo McCarthy (I seria)
- Carrie-Anne Moss jako Lucinda Scott (I seria)
- Sherry Miller jako Colleen O'Malley (I seria)
- Jacqueline Torres jako Mira Sanchez (II seria)
- Tony Nappo jako Anthony "Tony" Rizzo
- Kenny Robinson jako Eldon
- Andreas Apergis jako Victor Loubar
- Maria Conchita Alonso jako Elena Serrano
- Richard Comar jako Pete Stone
- David Keeley jako Rick Forsythe
- Frederique Van Der Wal jako Danielle Vandenglas (II seria)
- Jessica Hopper jako Tracy Allen (II seria)